# فراسينيلو مونفيراتو
فراسينيلو مونفيراتو (بالإيطالية: Frassinello Monferrato)‏ هي بلدية في مقاطعة ألساندريا في إقليم بييمونتي في إيطاليا.

## السكان
في سنة 1861 بلغ عدد السكان 1٬344 نسمة، وتطور العدد ليصل في سنة 2011 لـ 533 نسمة.
يظهر هذا المخطط البياني تطور النمو السكاني لـ فراسينيلو مونفيراتو